# Страуд, Рональд
Рональд Страуд (Ronald (Ron) S. (Sidney) Stroud; 8 июля 1933, Торонто — 7 октября 2021) — канадский эллинист, видный эпиграфист, археолог. Доктор философии (1965) Калифорнийского университета в Беркли, с которым затем будет связан до конца своих дней, с 2001 года именной заслуженный профессор (Klio Distinguished Professor), затем эмерит, в 1975-1977 годах заведовал кафедрой классики. Член Американского философского общества (2005). Лауреат Berkeley Citation (2006), Aristeia Award (2013) и Athens Prize (2018). Соредактор 33 томов Supplementum Epigraphicum Graecum (SEG; XXVI [1978] — LVIII [2008]).
Родился и вырос в Торонто. Младший брат — Barry Stroud. Увлекался занятиями спортом, играл в полупрофессиональный бейсбол.
Окончил Университет Торонто (бакалавр классики, 1957) и получил степень доктора философии по классике в Беркли. Учился в последнем у William K. Pritchett. В 1959 году впервые попадет в Афины. С 2007 года в отставке.
Удостоился фестшрифта ΑΞΩΝ: Studies in Honor of Ronald S. Stroud (co-edited by Angelos P. Matthaiou and Nikos Papazarkadas, Greek Epigraphic Society, 2015).
Автор четырех книг: Drakon’s Law on Homicide (1968); The Axones and Kyrbeis of Drakon and Solon (1979); The Athenian Grain-Tax Law of 374/3 B.C. (1998); The Sanctuary of Demeter and Kore: Architecture and Topography (1998).
В 1963 году в Афинах женился. Двое детей, внуки.